# Danse rituelle
La danse rituelle correspond à une fonction sacrée, religieuse, de la danse. Elle apparait dès la préhistoire, dans les cavernes habitées, dans des contextes aurignacien et magdalénien, dès le Paléolithique[réf. nécessaire]. Malgré leur variété, elles possèdent des caractéristiques constantes : la stéréotypie, répétition de mouvements, entraine une forme d'inconscience. L’excitation nerveuse est propice à une forme de possession. La danse transporte ainsi hors de la conscience, permet la communication avec la nature et est empreinte d'un caractère magique. Présente dans plusieurs cultures, elle peut fasciner les chorégraphes de danse contemporaine.

## Fonction de la danse: état de transe
Une forme de frénésie dans la danse constitue un moyen d'accéder à un autre monde ou d'exercer une magie. L'érotisme peut représenter un élément de ces danses. Les mouvements (trépignements, déhanchements, balancements, tournoiements, génuflexions, torsions du buste et de la tête) servent cette visée religieuse. Par exemple, les chaman de Sibérie (communication avec des génies), les Haoussas du Soudan, les Shongaïs du Niger (avec les esprits invoqués par les tambours sacrés), les Veddas du Ceylan, les Bataks de Sumatra (avec les morts) exercent ce type de danse[réf. nécessaire].

## Exemples
La Catégorie:Danse rituelle en fournit une liste. 

### Cheoyongmu
Le Cheoyongmu, danse de Cour coréenne, était pratiqué pour chasser la maladie. Son nom provient d'un personnage, Cheoyong, qui effectua cette danse pour éloigner l'esprit de la variole de son épouse. 

### Gule Wamkulu
Le Gule Wamkulu, danse rituelle des hommes Nyau, se pratique en Zambie, au Malawi et au Mozambique, désignée par l'Unesco comme patrimoine culturel immatériel de l'humanité. Elle s'effectue à différentes occasions. 

### Danses indonésiennes religieuses
L'Indonésie compte environ trois mille danses, dont certaines sont rituelles. Avec l'essor du tourisme, il fallut représenter ces danses devant un public non-indonésien. Cependant, montrer de la danse rituelle compromettrait son caractère sacré : une solution fut de créer la danse Panyembrama à la fin du vingtième siècle, qui s'inspire des danses religieuses tout en pouvant être diffusée sans blasphème. 

### Danses de la pluie
La danse de la pluie, pratiquée dans plusieurs cultures, constitue un rituel d'invocation de la pluie, pour assurer la bonne récolte. 

### Danse du Rutuburi
Danse rituelle du Nord du Mexique (Tarahumara), elle célèbre à la fois la fertilité (pluie, maïs vert et récolte) et la commémoration des morts.

### Danses du soleil
Elle se pratique chez les Amérindiens des plaines. Traditionnellement, la danse du soleil a lieu une fois par an, chez chaque tribu, à la fin du printemps ou au début de l'été. Elle célèbre notamment le retour des buffles, qui permettent de nourrir les êtres humains.

### Danse du volador
Juego de los voladores (le jeu de ceux qui volent en espagnol) est une danse traditionnelle du Mexique d'origine mésoaméricaine. L'aspect rituel de cette danse, bien que disparu, renvoie à la fertilité.

## En danse moderne et contemporaine
Le sacre du printemps a pour cadre la danse rituelle, s'inspirant d'un rite de la Russie païenne. En danse contemporaine, la notion de rituel intéresse plusieurs chorégraphes, comme Olivier Dubois ou Alessandro Sciarroni. Cet intérêt peut sembler antinomique, du fait d'une tension entre le collectif de la danse rituelle et l'individualisme de la danse contemporaine. Cette appropriation interroge le statut de la danse. D'après le chorégraphe Damien Jalet, il s'agit de retrouver un sens, inspiré par des pratiques ancestrales, dans un monde contemporain qui en manque. Ces danses expriment transe, débordement et extase, ainsi qu'une connexion avec le public .